# Juulson
Juulson var en kortlivet dansk adelsslægt tilhørende brev- og lavadelen.
Johannes Friedenreich Juul til Lynderupgaard (1694 – april 1755) var søn af borgmester i Aalborg Mathias Juul (død 1729). Han blev 1749 ophøjet i adelstanden med navnet Juulson. 1728 var han blevet gift med Marie Cathrine Poulson (1705-?), men parret fik ingen sønner, så slægten uddøde 1755.
Juulson er begravet i Budolfi Kirke.